# Megachile distinguenda
Megachile distinguenda is een vliesvleugelig insect uit de familie Megachilidae. De wetenschappelijke naam van de soort is voor het eerst geldig gepubliceerd in 1941 door Ruiz.